# Castillo Palacio de los Marqueses de Lazán
El castillo palacio de los Marqueses de Lazán se encuentra en la localidad zaragozana de Letux.

## Historia
La villa de Letux fue reconquistada por Alfonso I el Batallador en 1118. Al morir pasó a manos de la Orden del Temple y posteriormente a la familia Cornel. En 1409, un miembro de esta familia lo vendió a los Bardají, barones de Estercuel, que la tuvieron en su poder hasta 1609.
De este siglo data el palacio construido sobre los restos de lo que debía quedar del castillo, pero parte de él se abandonó, permaneciendo en ruinas hasta la actualidad. En 1761, la villa y el palacio pasaron a ser de los marqueses de Lazán.

## Descripción
El palacio presenta planta muy irregular y se asienta sobre un pequeño escalón rocoso que forma conjunto con la iglesia y un vecino torreón.
Tiene dos fachadas; la plaza Mayor más formal y la orientada hacia el valle de arquitectura popular construida en mampostería y barro con huecos irregulares.
La fachada principal, de ladrillo, posee una portada adintelada y sobre el que tiene un emblema heráldico. En el segundo piso se desarrollan una serie de vanos guarnecidos con rejas o balcones. El tercero corresponde a la clásica galería aragonesa con dieciocho arcos de medio punto doblados y coronados por un alero de ladrillo aplantillado.
El edificio se dispone en torno a un patio abierto hacia mediodía, donde junto con las superficies revestidas de yeso del lugar encontramos interesantes vanos con las caras interiores enjalbegadas con añil.
El torreón ocupa el extremo sur del palacio del cual forma parte y seguramente perteneció a la fortaleza preexistente, de la que sólo queda el torreón y un tramo de muro. Este torreón es de planta cuadrada de unos seis metros de lado, y muros de mampostería con contrafuertes en sus aristas. La parte superior es de ladrillo, con algunas saeteras y recorrida por frisos ornamentales en esquinillas.
Hasta el 2015, el edificio se encontraba en un estado de conservación lamentable por lo que estaba incluido en la Lista roja de patrimonio en peligro (España), aunque tras las unas obras de restauración realizadas por el ayuntamiento en ese mismo año, se retiróo de la lista.